# أخي جهان
أخي جهان هي قرية في مقاطعة أذر شهر، إيران. عدد سكان هذه القرية هو 92 في سنة 2,290.